# Новая Ивановка (Омская область)
Новая Ивановка — деревня в Кормиловском районе Омской области России. В составе Новосельского сельского поселения.

## История
Основана в 1912 г. В 1928 г. выселок Ново-Ивановка состоял из 24 хозяйств, основное население — русские. В составе Сосновского сельсовета Корниловского района Омского округа Сибирского края.

## Население
| 2010 |
| ---- |
| 8    |